# Quedius longicornis
Quedius longicornis är en skalbaggsart som beskrevs av Ernst Gustav Kraatz 1857. Quedius longicornis ingår i släktet Quedius, och familjen kortvingar. Arten är reproducerande i Sverige.